# Ashford Town F.C.
Ashford Town (Middlesex) FC là một câu lạc bộ bóng đá có trụ sở tại Stanwell, Surrey, Anh. Câu lạc bộ hiện đang thi đấu ở Isthmian League South Central Division và có sân nhà tại Robert Parker, Short Lane. Câu lạc bộ cũng là thành viên Middlesex FA và Surrey FA.

## Thành tích
- Isthmian League
  - Nhà vô địch League Cup mùa giải 2006–07
- Combined Counties League
  - Nhà vô địch các mùa giải 1994–95, 1995–96, 1996–97, 1997–98, 1999–2000
  - Nhà vô địch League Cup mùa giải 1998–99
- Surrey Intermediate League (Western)
  - Nhà vô địch Premier Division A mùa giải 1974–75
- Surrey Senior Cup
  - Nhà vô địch mùa giải 2008–09
- Surrey Premier Cup
  - Nhà vô địch mùa giải 1989–90
- Middlesex Senior Charity Cup
  - Nhà vô địch các mùa giải 1999–2000, 2011–12, 2016–17
- Aldershot Senior Cup Final
  - Nhà vô địch các mùa giải 2002–03, 2011–12